# Hannaches
Hannaches ist eine französische Gemeinde mit 130 Einwohnern (Stand 1. Januar 2022) im Département Oise in der Region Hauts-de-France. Die Gemeinde liegt im Arrondissement Beauvais und ist Teil der Communauté de communes de la Picardie Verte und des Kantons Grandvilliers.

## Geographie
Die Gemeinde im Pays de Bray liegt an der Grenze zur Region Normandie rund neun Kilometer südsüdwestlich von Songeons. Zu ihr gehören die Weiler Épluques, Bellefontaine, Mourseux, Pierrepont, Mont de Vaux und Bazincourt. Das Gemeindegebiet wird überwiegend von den Bächen Ruisseau du Vieux Moulin und den Ruisseau d’Auchy zur Epte entwässert.

## Toponymie und Geschichte
Der Gemeindename wird vom germanischen Wort hanap (Hanf) abgeleitet.
In der Gemeinde wurden gallo-römische Töpferwaren gefunden. Im Mittelalter gehörte sie zu drei verschiedenen Herrschaften. Die Herrschaft gelangte 1480 an Georges de Bissipat, einen byzantinischen Adeligen.

## Einwohner
| 1962 | 1968 | 1975 | 1982 | 1990 | 1999 | 2006 | 2011 |
| ---- | ---- | ---- | ---- | ---- | ---- | ---- | ---- |
| 195  | 162  | 132  | 131  | 134  | 129  | 124  | 148  |

## Sehenswürdigkeiten
- Schloss aus dem 15. und 16. Jahrhundert mit Communs aus dem 18. Jahrhundert und einem Park, 1991 als Monument historique klassifiziert[1]
- Kirche Saint-Sulpice mit Grabplatte für Jean de Bissipat vom Ende des 15. Jahrhunderts (1487/1496)[2]

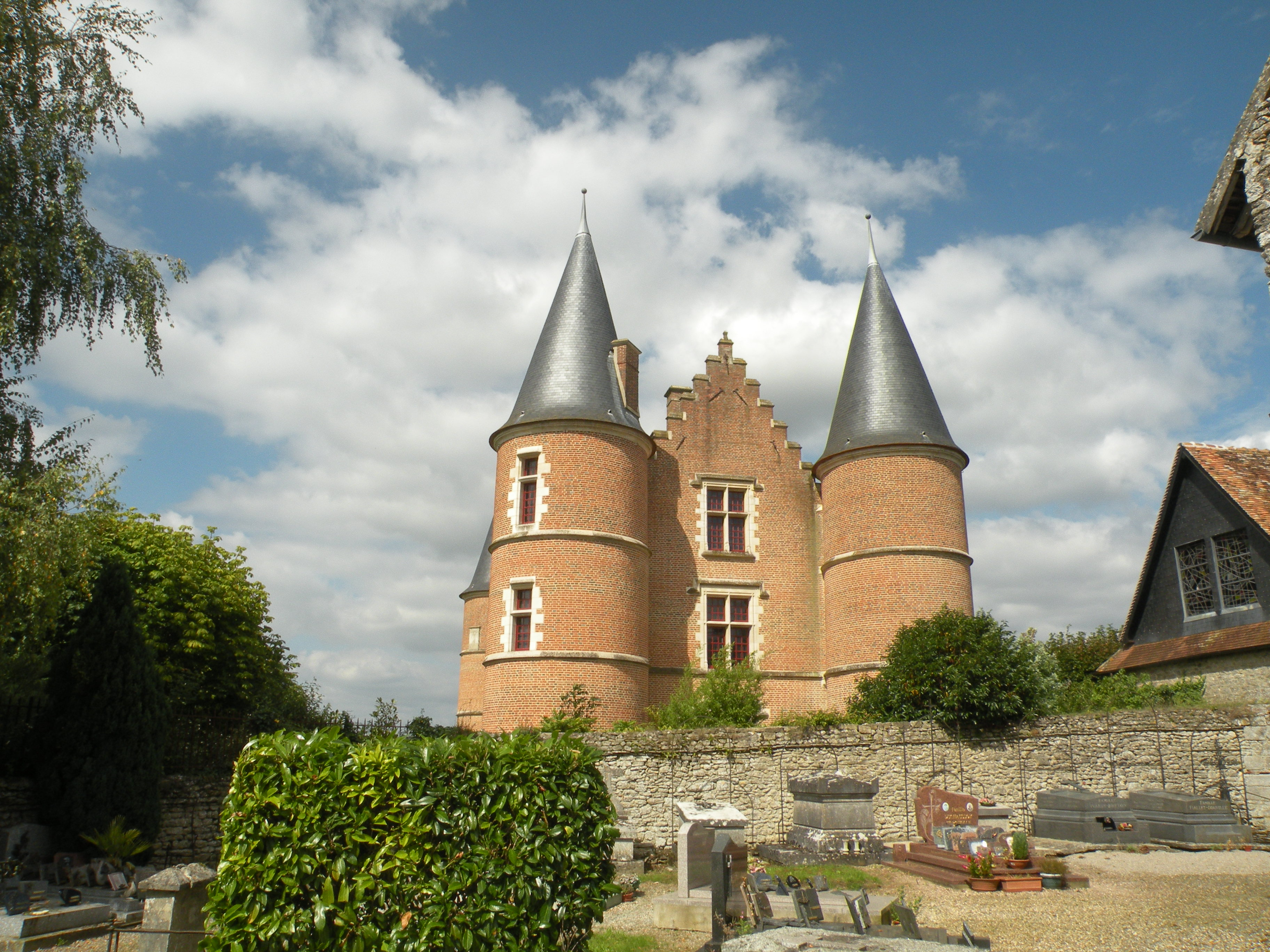
Schloss Hannaches
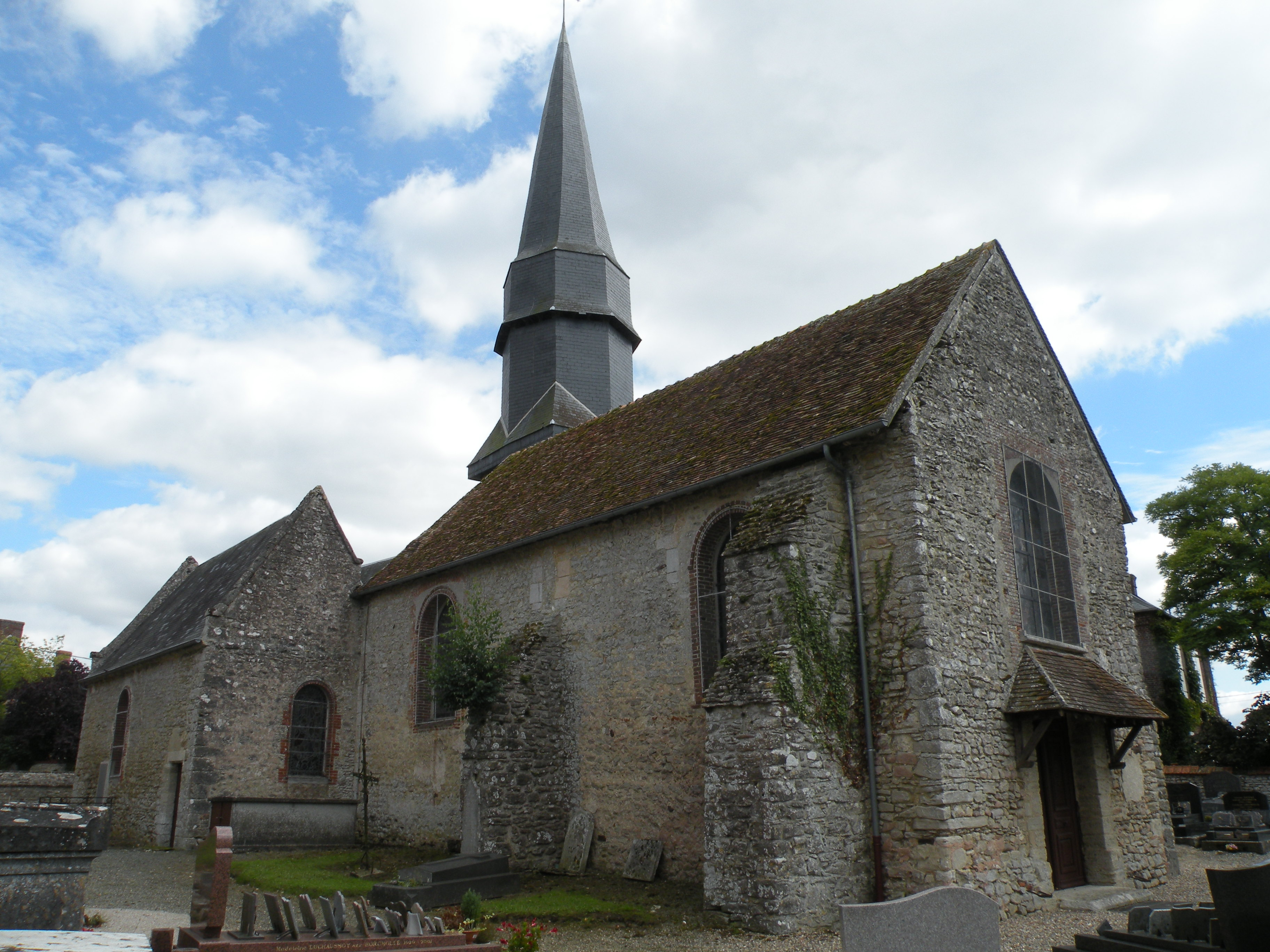
Kirche Saint-Sulpice

## Persönlichkeiten
- Georges de Bissipat, 1496 verstorben und in der Kirche begraben.